# Плежервил (Кентаки)
Плежервил (енгл. Pleasureville) град је у америчкој савезној држави Кентаки.

## Демографија
По попису из 2010. године број становника је 834, што је 35 (-4,0%) становника мање него 2000. године.
| Група             | 2000.       | 2010.       |
| Белци             | 788 (90,7%) | 766 (91,8%) |
| Афроамериканци    | 15 (1,7%)   | 12 (1,4%)   |
| Азијати           | 0 (0,0%)    | 0 (0,0%)    |
| Хиспаноамериканци | 65 (7,5%)   | 42 (5,0%)   |
| Укупно            | 869         | 834         |